# Dana Dragomir
Dana Dragomir, nacida en 1964 en Bucarest, Rumania, es una virtuosa flautista sueca de renombre internacional. Ha obtenido gran éxito principalmente en los países nórdicos, incluso llegaron al top-ten  sueco su versión de Mio, min Mio en 1991, de Chiquitita en 1993 y de Wermeland en el año 2000.

## Biografía
Conocida desde los 16 años en su país, cuando tenía 21 le ofrecieron un contrato para ir a Las Vegas. Por ese entonces Rumania estaba bajo la dictadura Nicolae Ceausescu y un día antes de viajar para Estados Unidos le revocaron su visa y la contactó la policía secreta para que, junto a su mánager, espíe a sus compatriotas. Ella terminó aceptando la propuesta para no quedar privada de la libertad en su país. 
Una vez en Estados Unidos comprobó las míseras condiciones de su contrato y decidió escaparse con ayuda de un amigo a Suecia donde tiempo después fue redescubierta por Radio Estocolmo y la compañía discográfica Gomorgon Sverige. Logró gran éxito con el tema de la película Mio min Mio compuesto por Björn y Benny. Luego de la caída del dictador Ceausescu ella pudo regresar a Rumania y ayudar a sus padres. Dio varios conciertos y entrevistas en su tierra natal. 
Se destaca por ser la primera intérprete femenina de flauta de pan en el mundo, una profesión dominada tracionalmente por hombres.

## Discografía
- 1989 Julglitter
- 1991 Fluty Romance
- 1992 Demiro
- 1993 Traditional
- 1994 Samling (Compilación)
- 1996 PanDana
- 1997 I en klosterträdgård (En un jardín de monasterio)
- 1999 Favoriter
- 1999 Pan is alive and Well
- 2000 100% Dana Dragomir
- 2007 Älskade svenska visor (Canciones de amor suecas)
- 2011 The best of me
- 2014 Frost

## Composiciones
Dana no sólo ha sido intérprete sino que también ha compuesto sus propias melodías (por lo general con la colaboración de los músicos suecos Per Andréasson, Peter Grönvall, Kristian Lundin, Per Magnusson, David Kreuger, Jonas Berggren y Renate Cumerfield).
Obras compuestas por Dana
- 1992 Into the light (presente en el álbum Demiro).

Composiciones en colaboración
- 1991 The song of Iancu Jianu, Cries of Beirut, Firutza, Ah, ia zein, coautora junto a Per Andréasson (presentes en el álbum Fluty Romances).

- 1995 Marmarooni con Renate Cumerfield (de PanDana is Dana Dragomir).

- 1999 Pan is alive, Salomeia, Klagan junto a Peter Grönvall (presentes en el álbum Pan is alive and well).